# Tom Threepersons
Tom Threepersons (22 de 1889 - 2 de abril de 1969) era un agente de la ley Cherokee que está considerado uno de los últimos pistoleros del Salvaje Oeste.

## Primeros años
Threepersons Nació en Vinita, Territorio indio de John y Bell Threepersons. Su familia se mudó a Montana. Allí estudió en la Carlisle Escuela Industrial india de Carlisle, Pensilvania. Después participó en el circuito de rodeo por Oregón, Washington, y Wyoming.
En 1907, sus padres fueron asesinados durante una lucha con vaqueros. Los sospechosos fueron arrestados, pero se les liberó bajo fianza, entonces Threepersons les siguió a un saloon, donde se enfrentó a ambos y les mató a tiros. Fue arrestado por asesinato, pero absuelto.

## Carrera como agente de la ley y soldado
Él y su amigo Bill White se unieron a la Policía Montada del Canadá establecida en Calgary. Poco después fueron asignados para capturar a una banda de forajidos que habían asesinado a una familia entera. Threepersons Y White persiguieron a los sospechosos durante cinco días a través de la nieve, hacia el Yukon, teniendo que abandonar sus caballos y continuar a pie, llevando sus armas y mochilas. En el quinto día,  encontraron a la banda de tres hombres, durante el tiroteo White y un forajido murieron. Los otros dos huyeron. Threepersons Enterró a White y varios días más tarde, en un pequeño asentamiento llamado End of the Trail, Threepersons les localizó. Mejor que arriesgarse a otro tiroteo en el pueblo, Tom prefirió localizar su cabaña y esperarles: eliminó a los dos.
Tom se mudó a Douglas, Arizona en 1914, donde trabajó como cowboy. En 1916 se unió al Ejército de EE. UU., y sirvió a las órdenes del general Jack Pershing en la persecución de Pancho Villa en México. Más tarde fue asignado a Fort Bliss, en Texas. En 1920 se censó en El Paso, con profesión de herrero. Mientras estuvo en Fort Bliss, fue herido por la coz de un caballo, causándole dolores de cabeza severos para el resto de su vida. 
Trabajó dos años como policía en El Paso. Junto a su compañero Juan Escontrias estuvo implicado en dos tiroteos con contrabandistas, resultando cuatro sospechosos abatidos y Threepersons herido en el pecho. El 10 de junio de 1922, Threepersons fue nombrado Agente Federal para El Paso, pero poco después dimitió para dirigir el "Cudahy Rancho" en Durango, México. Allí eliminó a dos cuatreros y fue arrestado por las autoridades mexicanas pero consiguió huir y regresar a los Estados Unidos.
En julio de 1923, Threepersons aceptó un puesto como Inspector en el Servicio de Aduana de los EE. UU. En 1925 trabajó para la Oficina de Sheriffs del Condado y para el El Departamento Policial de El Paso. En 1925 Threepersons era muy conocido por sus proezas y la fábrica de revolveres S.D. Myres Sillín Co., de El Paso, empezó a anunciar el modelo  "Tom Threepersons holsters" con el martillo y la guardia del gatillo modificados, que se hizo muy popular y estuvo copiado por otros fabricantes.
Threepersons fue tentado por Hollywood, con un salario de $700 por mes, él declinó la oferta.

## Muerte y legado
Por 1929 Threepersons padecía dolores de cabeza severos de su herida de cabeza, y dejó su trabajo como agente de la ley para vivir en un rancho cercano a Gila, Nuevo México. En 1933,  viajó a Nueva York para una cirugía en su cabeza. La operación fue exitosa y pasó el resto de su vida como granjero y guía de caza.
Threepersons Murió el 2 de abril de 1969, en Safford, Arizona, y está enterrado en el Masonic Cementery de Silver City.
El agente Threepersons es frecuentemente confundido con su tocayo estrella de rodeo, Tom Threepersons, quién nació en Canadá.